# Тополинська сільська рада (Угловський район)
То́полинська сільська рада (рос. Тополинский сельский совет) — сільське поселення у складі Угловського району Алтайського краю Росії.
Адміністративний центр — село Топольне.

## Населення
Населення — 907 осіб (2019; 1063 в 2010, 1113 у 2002).

## Склад
До складу сільської ради входять:
| Населений пункт             | Населення, осіб (2002) | Населення, осіб (2010) |
| --------------------------- | ---------------------- | ---------------------- |
| Тополинський Лісхоз, селище | 236                    | 205                    |
| Топольне, село              | 877                    | 858                    |